# 韋鼎烈
韋鼎烈（1914年—1991年），廣西融安板榄镇人，与胞弟韋鼎峙都是优秀的空军飞行员，担任中華民國空軍上校。

## 生平
生於廣西省融縣板榄镇，廣西省立第一中学毕业後，1932年考入广西大学，因廣西航空管理处筹备成立空军向社会招考飞行学员，韋受到當時社會氛圍的鼓舞改读航校，乃廣西航空学校首次招收30名学员的其中之一。從廣西航空学校毕业後，便在該校的校务處，擔任飞行教官。
1938年1月8日，中華民國空軍第32中隊分隊長韋鼎烈、副隊長韋一青等人分別駕駛日本製九一式戰鬥機在廣西南寧上空發生空戰，分隊長與副隊長兩人各擊落一架日本飛機。
1941年4月11日，韋鼎烈在四川表驗，並講述滑翔機的安全。
1943年11月24日，韋鼎烈等人到廣東省展開滑翔運動。
國府遷臺後，家住屏東縣東港鎮，育有一子韋啟承，後因救人犧牲，政府遂在海邊立韋啟承銅像以紀念。
1991年在台湾逝世，胞弟鼎峙撰联：“忆当年比翼长空同歼倭寇，慨今朝相期归里独少阿哥。”深悼兄长离去。 

## 親屬
- 弟：韋鼎峙，曾任職空軍供應司令、三軍聯合後勤總部，執教於空軍參謀大學。著有《抗日空戰》，2005年5月出版，台北河中文化，ISBN 9789572903322